# Tågarp
Tågarp est un village du sud de la Suède dépendant de la commune de Svalöv située près de Landskrona dans le comté de Scanie. Il comptait 417 habitants au recensement de 2015.

## Lieux d'intérêt
Près du village se trouve le carmel de Norraby consacré en 1968 pour la vie de prière des carmes déchaux.